# I liga peruwiańska w piłce nożnej (2002)
I liga peruwiańska w piłce nożnej (2002)
Mistrzem Peru został klub Club Sporting Cristal, natomiast wicemistrzem Peru - klub Alianza Lima.
Do Copa Libertadores w roku 2003 zakwalifikowały następujące kluby:
- Universitario Lima (zwycięzca turnieju Apertura)
- Club Sporting Cristal (zwycięzca turnieju Clausura)
- Alianza Lima (najwyższe miejsce w tabeli sumarycznej)

Do Copa Sudamericana w roku 2002 zakwalifikowały się następujące kluby:
- Alianza Lima (najwyższe miejsce w tabeli sumarycznej)
- Universitario Lima (zwycięzca turnieju Apertura)

Z ligi spadły następujące kluby:
- Juan Aurich Chiclayo (przedostatnie miejsce w tabeli sumarycznej)
- Coopsol Trujillo (ostatnie miejsce w tabeli sumarycznej)

Awansowały następujące kluby:
- Unión Huaral (mistrz II ligi)
- Atlético Universidad Arequipa (mistrz Copa Perú)

## Torneo Apertura 2002

### Apertura 1
| Data           | Mecz |
| -------------- | --- |
| 22 lutego 2002 | Alianza Lima - Coopsol Trujillo 0:1 Óscar Alberto Dertycia 92                                                                                     |
| 23 lutego 2002 | Coronel Bolognesi Tacna - Sport Boys Callao 3:2 Pedro Prado 42, Jean Pierre Moreno 57, Miguel Ángel Mostto 77 - Alfredo Carmona 28, Gino Pérez 34 |
| 23 lutego 2002 | Club Sporting Cristal - Cienciano Cuzco 2:2 Flavio Francisco Maestri 51k, 57 - Gerardo Fernández 86, Carlos Cumapa 89                             |
| 23 lutego 2002 | Estudiantes de Medicina Ica - Alianza Atlético Sullana 1:2 Carlos Lobatón 32 - Carlos Zegarra 41, Sergio Ibarra 94                                |
| 24 lutego 2002 | Deportivo Wanka Huancayo - FBC Melgar 2:1 Roberto Dolorier 46, Rivelino Carassa 49 - Luis Fabián Artime 73                                        |
| 24 lutego 2002 | Juan Aurich Chiclayo - Universitario Lima 1:2 Carlos Flores 66k - Martín Raúl Vilallonga 88k, José del Solar 92                                   |

### Apertura 2
| Data         | Mecz |
| ------------ | --- |
| 2 marca 2002 | Alianza Atlético Sullana - Club Sporting Cristal 0:1 Flavio Francisco Maestri 36                                         |
| 2 marca 2002 | Coopsol Trujillo - Juan Aurich Chiclayo 1:1 Pedro Luis Ascoy 17 - Diego Jesús Corman 47                                  |
| 2 marca 2002 | Sport Boys Callao - Deportivo Wanka Huancayo 2:0 Antonio Serrano 9, 54                                                   |
| 2 marca 2002 | Universitario Lima - Estudiantes de Medicina Ica 3:1 Martín Raúl Vilallonga 14, 80, Fabricio Simone 60 - Farley Hoyos 44 |
| 3 marca 2002 | Cienciano Cuzco - Alianza Lima 2:1 Germán Carty 65, Gerardo Fernández 73 - Carlos Barrionuevo 30                         |
| 3 marca 2002 | FBC Melgar - Coronel Bolognesi Tacna 3:2 Luis Fabián Artime (3) - Pedro Prado, Miguel Ángel Mostto                       |

### Apertura 3
| Data          | Mecz |
| ------------- | --- |
| 9 marca 2002  | Sport Boys Callao - Universitario Lima 0:1 Martín Raúl Vilallonga 3                                                       |
| 9 marca 2002  | Coronel Bolognesi Tacna - Cienciano Cuzco 3:2 Mario Flores 4, 30, Chiquinho 39k - Óscar Hugo Olvera 73, Ernesto Zapata 77 |
| 10 marca 2002 | Alianza Atlético Sullana - Juan Aurich Chiclayo 3:0 William Chiroque 6, Rómulo Fernández 52, 89                           |
| 10 marca 2002 | Coopsol Trujillo - Club Sporting Cristal 0:3 Luis Bonnet 17, Flavio Francisco Maestri 38, Jorge Antonio Soto 92           |
| 10 marca 2002 | Alianza Lima - FBC Melgar 2:1 José Soto 49k, Juan Carlos Bazalar 60 - Juan Montenegro 82                                  |
| 10 marca 2002 | Estudiantes de Medicina Ica - Deportivo Wanka Huancayo 1:0 Javier Enrique Toledo 83                                       |

### Apertura 4
| Data             | Mecz |
| ---------------- | --- |
| 16 marca 2002    | Juan Aurich Chiclayo - Estudiantes de Medicina Ica 1:2 Andrés Aurelio Gonzáles 14 - Manuel López 1, Christian Salvatierra 16 |
| 17 marca 2002    | Deportivo Wanka Huancayo - Coronel Bolognesi Tacna 0:1 Mario Flores 81                                                       |
| 17 marca 2002    | FBC Melgar - Alianza Atlético Sullana 1:1 Rómulo Fernández 2 - Marco Valencia 41k                                            |
| 17 marca 2002    | Club Sporting Cristal - Sport Boys Callao 1:1 Luis Bonnet 5 - Johny Vegas 80                                                 |
| 19 marca 2002    | Universitario Lima - Alianza Lima 0:1 Roberto Holsen 49                                                                      |
| 17 kwietnia 2002 | Cienciano Cuzco - Coopsol Trujillo 3:2 Rómulo Fernández 58, 88, Alessandro Morán 66 - Rodrigo Saraz 10, Pedro Luis Ascoy 92  |

### Apertura 5
| Data          | Mecz |
| ------------- | --- |
| 23 marca 2002 | Coronel Bolognesi Tacna - Universitario Lima 0:0                                                                                  |
| 24 marca 2002 | Alianza Atlético Sullana - Cienciano Cuzco 1:0 Sergio Ibarra 52                                                                   |
| 24 marca 2002 | Alianza Lima - Deportivo Wanka Huancayo 3:2 Waldir Sáenz 28, Roberto Holsen 37, William 49 - Rafael Gallardo 60, Ismael Pereda 79 |
| 24 marca 2002 | Sport Boys Callao - Juan Aurich Chiclayo 1:0 Wilmer Ricardi 64                                                                    |
| 24 marca 2002 | Estudiantes de Medicina Ica - Club Sporting Cristal 0:0                                                                           |
| 24 marca 2002 | Coopsol Trujillo - FBC Melgar 0:0                                                                                                 |

### Apertura 6
| Data          | Mecz |
| ------------- | --- |
| 30 marca 2002 | Club Sporting Cristal - Coronel Bolognesi Tacna 4:0 Jorge Antonio Soto 8, Luis Bonnet 75, 79, Renzo Sheput 86                                                              |
| 30 marca 2002 | Cienciano Cuzco - Estudiantes de Medicina Ica 3:3 Carlos Cumapa 41, Ernesto Zapata 65, Gerardo Fernández 77 - Vicente Maseda 58, Farley Hoyos 63, Javier Enrique Toledo 68 |
| 30 marca 2002 | Universitario Lima - Coopsol Trujillo 2:1 Martín Raúl Vilallonga 1k, Johan Sotil 38 - Óscar Alberto Dertycia 45                                                            |
| 31 marca 2002 | Deportivo Wanka Huancayo - Alianza Atlético Sullana 1:0 Sandro Cavero 85                                                                                                   |
| 31 marca 2002 | FBC Melgar - Sport Boys Callao 1:0 Marco Valencia 87 |
| 31 marca 2002 | Juan Aurich Chiclayo - Alianza Lima 2:2 Carlos Flores 66k, Abel Augusto Lobatón 70 - Wenceslao Ernesto Fernández 19, Roberto Farfán 88                                     |

### Apertura 7
| Data            | Mecz |
| --------------- | --- |
| 6 kwietnia 2002 | Sport Boys Callao - Cienciano Cuzco 3:2 Gustavo Marcelo Tempone 33, Alfredo Carmona 45, Antonio Serrano 60 - Julio García 19, Miguel Ortega 31              |
| 6 kwietnia 2002 | Coopsol Trujillo - Deportivo Wanka Huancayo 6:0 Óscar Alberto Dertycia 16, 57, Walter Soto 23, Rodrigo Saraz 54, Dagoberto Goyzueta 83, Pedro Luis Ascoy 90 |
| 7 kwietnia 2002 | Alianza Atlético Sullana - Universitario Lima 0:0 |
| 7 kwietnia 2002 | Alianza Lima - Club Sporting Cristal 5:1 José Soto 5, Waldir Sáenz 27, 40, Roberto Holsen 33, Henry Quinteros 65 - Jorge Antonio Soto 15                    |
| 7 kwietnia 2002 | Estudiantes de Medicina Ica - FBC Melgar 4:0 Carlos Lobatón 34, 57, José Espinoza 55, Farley Hoyos 65                                                       |
| 7 kwietnia 2002 | Coronel Bolognesi Tacna - Juan Aurich Chiclayo 3:2 Frank Rojas 49, Pedro Prado 71, Mario Flores 78 - James Angulo 29, Carlos Flores 89k                     |

### Apertura 8
| Data             | Mecz |
| ---------------- | --- |
| 13 kwietnia 2002 | Juan Aurich Chiclayo - Cienciano Cuzco 2:0 César Alberto Sánchez 5, Carlos Flores 13                           |
| 13 kwietnia 2002 | Universitario Lima - Deportivo Wanka Huancayo 2:1 Gregorio Bernales 36, José del Solar 80 - Rafael Gallardo 51 |
| 14 kwietnia 2002 | Sport Boys Callao - Alianza Atlético Sullana 0:2 William Chiroque 71, Sergio Ibarra 88                         |
| 14 kwietnia 2002 | Coronel Bolognesi Tacna - Alianza Lima 0:0                                                                     |
| 14 kwietnia 2002 | Club Sporting Cristal - FBC Melgar 4:0 Roberto Palacios 17, Renzo Sheput 37, 61, José Moisela 56               |
| 14 kwietnia 2002 | Estudiantes de Medicina Ica - Coopsol Trujillo 2:0 Javier Enrique Toledo 41, Pedro Miranda 38                  |

### Apertura 9
| Data             | Mecz |
| ---------------- | --- |
| 20 kwietnia 2002 | Cienciano Cuzco - Universitario Lima 2:0 Ernesto Zapata 16, Óscar Hugo Olvera 34                                |
| 21 kwietnia 2002 | Alianza Atlético Sullana - Coronel Bolognesi Tacna 3:0 Sergio Ibarra 2, Carlos Zegarra 76k, William Chiroque 78 |
| 21 kwietnia 2002 | Alianza Lima - Estudiantes de Medicina Ica 2:1 Roberto Holsen 46, José Soto 79 - Pedro Miranda 76               |
| 21 kwietnia 2002 | Coopsol Trujillo - Sport Boys Callao 1:1 Óscar Alberto Dertycia 82k - Alfredo Carmona 61                        |
| 21 kwietnia 2002 | Deportivo Wanka Huancayo - Club Sporting Cristal 1:1 Bica 74k - Flavio Francisco Maestri 53k                    |
| 21 kwietnia 2002 | FBC Melgar - Juan Aurich Chiclayo 0:0                                                                           |

### Apertura 10
| Data             | Mecz |
| ---------------- | --- |
| 27 kwietnia 2002 | Universitario Lima - Club Sporting Cristal 3:4 Martín Raúl Vilallonga 4, José del Solar 8, 55k - Flavio Francisco Maestri 27k, 73k, Denis 74, José Moisela 85 |
| 27 kwietnia 2002 | Coronel Bolognesi Tacna - Estudiantes de Medicina Ica 1:1 Miguel Ángel Mostto 56 - Carlos Lobatón 29                                                          |
| 27 kwietnia 2002 | Cienciano Cuzco - FBC Melgar 1:1 Ernesto Zapata 65 - Paulo César Cruvinel 41                                                                                  |
| 28 kwietnia 2002 | Juan Aurich Chiclayo - Deportivo Wanka Huancayo 4:0 Carlos Flores 12, 32, Juan Figueroa 26, James Angulo 56                                                   |
| 28 kwietnia 2002 | Sport Boys Callao - Alianza Lima 2:3 Antonio Serrano 3, Johny Vegas 49 - Marko Ciurlizza 27, Waldir Sáenz 62, Roberto Holsen 70                               |
| 28 kwietnia 2002 | Alianza Atlético Sullana - Coopsol Trujillo 3:2 Francisco Hernández 39, Martín Vásquez 53, Juan Arango 83 - Pedro Luis Ascoy 25, Miguel Huertas 68            |

### Apertura 11
| Data         | Mecz |
| ------------ | --- |
| 1 maja 2002  | Estudiantes de Medicina Ica - Sport Boys Callao 2:2 Christian Salvatierra 1, Manuel López 52 - Antonio Serrano, José Chacón |
| 1 maja 2002  | Coopsol Trujillo - Coronel Bolognesi Tacna 2:1 David Ignacio Díaz 23, Pedro Luis Ascoy 45 - Chiquinho                       |
| 1 maja 2002  | Alianza Lima - Alianza Atlético Sullana 0:1 Ronald Martínez 14                                                              |
| 1 maja 2002  | Club Sporting Cristal - Juan Aurich Chiclayo 1:0 David Soria Yoshinari 91k                                                  |
| 1 maja 2002  | FBC Melgar - Universitario Lima 1:0 Jorge Espejo 80                                                                         |
| 29 maja 2002 | Deportivo Wanka Huancayo - Cienciano Cuzco 2:3 Bica 37k, 43k - Ernesto Zapata 16k, 71, Gerardo Fernández 77                 |

### Apertura 12
| Data        | Mecz |
| ----------- | --- |
| 4 maja 2002 | Universitario Lima - Juan Aurich Chiclayo 1:0 Carlos Orejuela 87                                                                            |
| 5 maja 2002 | Coopsol Trujillo - Alianza Lima 1:2 Pedro Luis Ascoy 55 - Roberto Farfán 81, Henry Quinteros 89                                             |
| 5 maja 2002 | Alianza Atlético Sullana - Estudiantes de Medicina Ica 4:1 Rómulo Fernández 28, 41, Pedro García 74, Sergio Ibarra 92 - Adrián Maldonado 80 |
| 5 maja 2002 | Sport Boys Callao - Coronel Bolognesi Tacna 1:0 Eddie Carazas 70                                                                            |
| 5 maja 2002 | FBC Melgar - Deportivo Wanka Huancayo 1:0 Marco Valencia 31                                                                                 |
| 5 maja 2002 | Cienciano Cuzco - Club Sporting Cristal 1:0 Ramón Rodríguez del Solar 69                                                                    |

### Apertura 13
| Data         | Mecz |
| ------------ | --- |
| 11 maja 2002 | Estudiantes de Medicina Ica - Universitario Lima 0:1 Santiago Acasiete 31                                                                               |
| 11 maja 2002 | Club Sporting Cristal - Alianza Atlético Sullana 4:3 Luis Bonnet 39, 84k, Denis 60, Miguel Ángel Villalta 74 - Sergio Ibarra 20, 34, Carlos Zegarra 62k |
| 11 maja 2002 | Coronel Bolognesi Tacna - FBC Melgar 1:1 Manuel Barreto 19 - Mauricio Martínez 59                                                                       |
| 11 maja 2002 | Alianza Lima - Cienciano Cuzco 5:1 José Soto 48, Roberto Farfán 50, 53, Amilton Prado 78, Luis Alberto Hernández 93 - Héctor Hernández 63               |
| 11 maja 2002 | Juan Aurich Chiclayo - Coopsol Trujillo 1:1 Oswaldo Carrión 81 - Miguel Huertas 4                                                                       |
| 12 maja 2002 | Deportivo Wanka Huancayo - Sport Boys Callao 3:0 Bica 7, 16, Sandro Cavero 85                                                                           |

### Apertura 14
| Data         | Mecz |
| ------------ | --- |
| 15 maja 2002 | Universitario Lima - Sport Boys Callao 2:1 César García 20, Martín Raúl Vilallonga 50 - Antonio Serrano 54         |
| 15 maja 2002 | Cienciano Cuzco - Coronel Bolognesi Tacna 2:1 Óscar Hugo Olvera 26, Luis Molina k - Chiquinho                      |
| 15 maja 2002 | Juan Aurich Chiclayo - Alianza Atlético Sullana 3:1 Oswaldo Carrión 30, James Angulo 59, 67 - Jorge Araujo 43      |
| 15 maja 2002 | Club Sporting Cristal - Coopsol Trujillo 2:1 Julinho 80, 95 - Óscar Alberto Dertycia 52                            |
| 15 maja 2002 | FBC Melgar - Alianza Lima 2:3 Luis Fabián Artime 55, Dante Chumpitaz 83 - Roberto Farfán 24, 68, Wilmer Aguirre 93 |
| 15 maja 2002 | Deportivo Wanka Huancayo - Estudiantes de Medicina Ica 2:0 Víctor Larrahondo 20, Rafael Gallardo 90                |

### Apertura 15
| Data         | Mecz |
| ------------ | --- |
| 18 maja 2002 | Sport Boys Callao - Club Sporting Cristal 1:0 Johny Vegas 31k                                                               |
| 19 maja 2002 | Alianza Lima - Universitario Lima 1:0 Roberto Farfán 29                                                                     |
| 19 maja 2002 | Estudiantes de Medicina Ica - Juan Aurich Chiclayo 1:1 David Chévez 57 - Juan Gutiérrez 73                                  |
| 19 maja 2002 | Coronel Bolognesi Tacna - Deportivo Wanka Huancayo 3:3 Pedro Prado 53, 55, 68 - Bica 12, Rafael Gallardo 20, Jair Butrón 81 |
| 19 maja 2002 | Coopsol Trujillo - Cienciano Cuzco 0:0                                                                                      |
| 19 maja 2002 | Alianza Atlético Sullana - FBC Melgar 3:3 Sergio Ibarra 27, 55, René Kloker 74s - Luis Fabián Artime 46, 86, Luis Bello 91  |

### Apertura 16
| Data         | Mecz |
| ------------ | --- |
| 22 maja 2002 | Juan Aurich Chiclayo - Sport Boys Callao 3:1 Oswaldo Carrión 20, Renato Brasilia 71, Darío Muchotrigo 86 - Johny Vegas 38                   |
| 22 maja 2002 | Deportivo Wanka Huancayo - Alianza Lima 0:0                                                                                                 |
| 22 maja 2002 | Club Sporting Cristal - Estudiantes de Medicina Ica 3:1 Roberto Palacios 9, Flavio Francisco Maestri 64, Renzo Sheput 66 - David Chévez 75k |
| 22 maja 2002 | FBC Melgar - Coopsol Trujillo 4:1 Luis Fabián Artime 50, 53, Luis Bello 63, 82 - Sandro Gamarra 64                                          |
| 22 maja 2002 | Cienciano Cuzco - Alianza Atlético Sullana 1:0 Ernesto Zapata 32                                                                            |
| 22 maja 2002 | Universitario Lima - Coronel Bolognesi Tacna 1:0 José del Solar 48                                                                          |

### Apertura 17
| Data         | Mecz |
| ------------ | --- |
| 26 maja 2002 | Coronel Bolognesi Tacna - Club Sporting Cristal 1:3 Pedro Prado 50 - Alex Magallanes 61, José Moisela 67, Renzo Sheput 93                                                               |
| 26 maja 2002 | Coopsol Trujillo - Universitario Lima 0:3 José del Solar 58, Gregorio Bernales 61, Rubén Nilton Díaz 71                                                                                 |
| 26 maja 2002 | Sport Boys Callao - FBC Melgar 4:4 Antonio Serrano 11, 50, Gustavo Marcelo Tempone 57, José Corcuera 59 - Walter Zevallos 30, Jorge Espejo 61, Marco Valencia 72, Luis Fabián Artime 85 |
| 26 maja 2002 | Estudiantes de Medicina Ica - Cienciano Cuzco 0:0 |
| 26 maja 2002 | Alianza Atlético Sullana - Deportivo Wanka Huancayo 5:0 Sergio Ibarra 6, 70, 71, Carlos Zegarra 72, Alex Becerra 90                                                                     |
| 26 maja 2002 | Alianza Lima - Juan Aurich Chiclayo 1:1 José Soto 76k - Sergio Ubillús 29 |

### Apertura 18
| Data           | Mecz |
| -------------- | --- |
| 1 czerwca 2002 | Club Sporting Cristal - Alianza Lima 2:4 Renzo Sheput 46, Luis Bonnet 58 - Carlos Barrionuevo 30, Roberto Holsen 55, José Soto 77, Luis Alberto Hernández 86 |
| 1 czerwca 2002 | FBC Melgar - Estudiantes de Medicina Ica 3:1 Giuliano Portilla 35, Mauricio Martínez 48, 89 - Manuel López 79                                                |
| 1 czerwca 2002 | Universitario Lima - Alianza Atlético Sullana 1:0 Roberto Antonio Molina 81                                                                                  |
| 2 czerwca 2002 | Juan Aurich Chiclayo - Coronel Bolognesi Tacna 1:0 James Angulo 84                                                                                           |
| 2 czerwca 2002 | Cienciano Cuzco - Sport Boys Callao 3:0 Gerardo Fernández 3, Julio García 28, Germán Carty 64                                                                |
| 2 czerwca 2002 | Deportivo Wanka Huancayo - Coopsol Trujillo 0:0 |

### Apertura 19
| Data           | Mecz |
| -------------- | --- |
| 5 czerwca 2002 | Alianza Atlético Sullana - Sport Boys Callao 0:2 Antonio Serrano 52, 69                                                                                |
| 5 czerwca 2002 | Cienciano Cuzco - Juan Aurich Chiclayo 0:0 |
| 5 czerwca 2002 | FBC Melgar - Club Sporting Cristal 4:4 Alexis Aguirre 3, Luis Fabián Artime 46, 68, Mauricio Martínez 82 - Roberto Palacios 11, 55, Luis Bonnet 26, 51 |
| 5 czerwca 2002 | Deportivo Wanka Huancayo - Universitario Lima 1:2 Víctor Larrahondo 39 - José del Solar 43, Martín Raúl Vilallonga 64k                                 |
| 5 czerwca 2002 | Alianza Lima - Coronel Bolognesi Tacna 2:0 Amilton Prado 46, Wilmer Aguirre 68                                                                         |
| 5 czerwca 2002 | Coopsol Trujillo - Estudiantes de Medicina Ica 3:0 Óscar Alberto Dertycia 17, Pedro Luis Ascoy 29, David Ignacio Díaz 85                               |

### Apertura 20
| Data           | Mecz |
| -------------- | --- |
| 9 czerwca 2002 | Club Sporting Cristal - Deportivo Wanka Huancayo 2:1 Roberto Palacios 32, Luis Bonnet 78 - Víctor Larrahondo 36                                      |
| 9 czerwca 2002 | Sport Boys Callao - Coopsol Trujillo 1:3 Miguel Molina 37 - Lino Morán 15, Pedro Luis Ascoy 34, 55                                                   |
| 9 czerwca 2002 | Juan Aurich Chiclayo - FBC Melgar 3:0 Renato Brasilia 28, José Guevara 45, Darío Muchotrigo 79                                                       |
| 9 czerwca 2002 | Coronel Bolognesi Tacna - Alianza Atlético Sullana 3:2 Miguel Ángel Mostto 9, Carlos Ibarra 40, Juan Cominges 54 - Manuel Medina 30, Alex Becerra 92 |
| 9 czerwca 2002 | Universitario Lima - Cienciano Cuzco 1:0 José del Solar 80                                                                                           |
| 9 czerwca 2002 | Estudiantes de Medicina Ica - Alianza Lima 1:1 David Chévez 83 - José Soto 92                                                                        |

### Apertura 21
| Data            | Mecz |
| --------------- | --- |
| 15 czerwca 2002 | Club Sporting Cristal - Universitario Lima 0:1 Rubén Nilton Díaz 14                                                                                      |
| 15 czerwca 2002 | Alianza Lima - Sport Boys Callao 3:1 Roberto Farfán 34, 52, Ryan Salazar 91 - Alfredo Carmona 54                                                         |
| 15 czerwca 2002 | Coopsol Trujillo - Alianza Atlético Sullana 0:2 Sergio Ibarra 20, Francisco Hernández 61                                                                 |
| 16 czerwca 2002 | Estudiantes de Medicina Ica - Coronel Bolognesi Tacna 2:3 Germán Muñoz 60, Frank Aguirre 80 - Pedro Prado 37, Frank Rojas 76, Miguel Ángel Mostto 90     |
| 16 czerwca 2002 | Deportivo Wanka Huancayo - Juan Aurich Chiclayo 3:1 Diether Mori 16, Víctor Larrahondo 40, Roberto Dolorier 70 - James Angulo 84                         |
| 19 czerwca 2002 | FBC Melgar - Cienciano Cuzco 3:3 Alexis Aguirre 42, Luis Fabián Artime 61k, Dante Chumpitaz 80 - César Charún 22k, Gerardo Fernández 37, Germán Carty 45 |

### Apertura 22
| Data            | Mecz |
| --------------- | --- |
| 23 czerwca 2002 | Sport Boys Callao - Estudiantes de Medicina Ica 3:0 Antonio Serrano 45, 76, Johny Vegas 60k |
| 23 czerwca 2002 | Juan Aurich Chiclayo - Club Sporting Cristal 2:1 Renato Brasilia 9, Aldo Mora 17 - Renzo Sheput 57 |
| 23 czerwca 2002 | Coronel Bolognesi Tacna - Coopsol Trujillo 1:2 Walter Reyes 42 - Lino Morán 33, Miguel Huertas 51 |
| 23 czerwca 2002 | Universitario Lima - FBC Melgar 4:2 Johan Sotil 45, Martín Raúl Vilallonga 71, 81 José del Solar 77 - Fredy Suárez 73, Luis Fabián Artime 86                                                                       |
| 23 czerwca 2002 | Alianza Atlético Sullana - Alianza Lima 1:2 Sergio Ibarra 57 - Roberto Farfán 66, José Soto 92k oba zespoły odmówily poddania się testowi antydopingowemu, toteż w turnieju Clausura obu klubom odjęto po 3 punkty |
| 23 czerwca 2002 | Cienciano Cuzco - Deportivo Wanka Huancayo 2:1 Ernesto Zapata 53, César Charún 65 - Bica 5 |

### Tabela końcowa turnieju Apertura 2002
| Poz | Klub                     | Mecze | Zw | Rem | Por | Pkt | BrZd | BrStr |
| --- | ------------------------ | ----- | -- | --- | --- | --- | ---- | ----- |
| 1   | Alianza Lima             | 22    | 14 | 5   | 3   | 47  | 43   | 23    |
| 2   | Universitario Lima       | 22    | 15 | 2   | 5   | 47  | 30   | 17    |
| 3   | Club Sporting Cristal    | 22    | 11 | 5   | 6   | 38  | 43   | 32    |
| 4   | Cienciano Cuzco          | 22    | 9  | 7   | 6   | 34  | 33   | 31    |
| 5   | Alianza Atlético Sullana | 22    | 10 | 3   | 9   | 33  | 37   | 26    |
| 6   | Juan Aurich Chiclayo     | 22    | 7  | 7   | 8   | 28  | 29   | 25    |
| 7   | FBC Melgar               | 22    | 6  | 9   | 7   | 27  | 36   | 43    |
| 8   | Sport Boys Callao        | 22    | 7  | 4   | 11  | 25  | 29   | 37    |
| 9   | Coopsol Trujillo         | 22    | 6  | 6   | 10  | 24  | 28   | 32    |
| 10  | Coronel Bolognesi Tacna  | 22    | 6  | 5   | 11  | 23  | 27   | 39    |
| 10  | Coronel Bolognesi Tacna  | 22    | 6  | 5   | 11  | 23  | 27   | 39    |
| 12  | Deportivo Wanka Huancayo | 22    | 5  | 4   | 13  | 19  | 23   | 40    |

### Baraż o zwycięstwo w turnieju Apertura
| Data            | Mecz                                                            |
| --------------- | --------------------------------------------------------------- |
| 26 czerwca 2002 | Universitario Lima - Alianza Lima 1:0 Martín Raúl Vilallonga 57 |
| 7 lipca 2002    | Alianza Lima - Universitario Lima 0:0                           |

Zwycięzcą turnieju Apertura został klub Universitario Lima, którym tym samym zapewnił sobie udział w turnieju Copa Libertadores 2003. Mistrz i wicemistrz turnieju Apertura zapewnili sobie udział w turnieju Copa Sudamericana 2002.

## Torneo Clausura 2002

### Clausura 1
| Data          | Mecz |
| ------------- | --- |
| 14 lipca 2002 | Club Sporting Cristal - Cienciano Cuzco 5:0 Renzo Sheput 7, Martín Raúl García 12s, Luis Bonnet 17, José Moisela 41, Jorge Antonio Soto 44 |
| 14 lipca 2002 | Juan Aurich Chiclayo - Universitario Lima 1:2 Marco Salinas 17 - Johan Sotil 37, Hernán Rengifo 56                                         |
| 14 lipca 2002 | Coronel Bolognesi Tacna - Sport Boys Callao 0:2 Antonio Serrano 48, Rómulo Fernández 58                                                    |
| 14 lipca 2002 | Deportivo Wanka Huancayo - FBC Melgar 1:1 Juan Montenegro 60 - Luis Fabián Artime 53                                                       |
| 14 lipca 2002 | Alianza Lima - Coopsol Trujillo 3:1 Aldo Olcese 37, Ernesto Arakaki 47, Roberto Farfán 61 - Pedro Luis Ascoy 13                            |
| 14 lipca 2002 | Estudiantes de Medicina Ica - Alianza Atlético Sullana 2:0 Gabriel Viguetti 30, Juan Flores 90k                                            |

### Clausura 2
| Data          | Mecz |
| ------------- | --- |
| 21 lipca 2002 | Alianza Atlético Sullana - Club Sporting Cristal 0:3 Miguel Ángel Villalta 2, José Moisela 19, Luis Bonnet 67   |
| 21 lipca 2002 | Sport Boys Callao - Deportivo Wanka Huancayo 2:2 Antonio Serrano 5, 87 - Héctor Valoyes 51, Juan Montenegro 58k |
| 21 lipca 2002 | Universitario Lima - Estudiantes de Medicina Ica 1:1 Luis Salhuana 9 - Renzo Gonzáles 86                        |
| 21 lipca 2002 | Cienciano Cuzco - Alianza Lima 2:1 Germán Carty 48, Ernesto Zapata 92 - Carlos Barrionuevo 8                    |
| 21 lipca 2002 | FBC Melgar - Coronel Bolognesi Tacna 1:1 Alexis Aguirre 12 - Pedro Prado 79                                     |
| 21 lipca 2002 | Coopsol Trujillo - Juan Aurich Chiclayo 1:0 Óscar Alberto Dertycia 91                                           |

### Clausura 3
| Data          | Mecz                                                                                              |
| ------------- | ------------------------------------------------------------------------------------------------- |
| 27 lipca 2002 | Coopsol Trujillo - Club Sporting Cristal 0:3 Luis Bonnet 11, 76, Flavio Francisco Maestri 37      |
| 27 lipca 2002 | Sport Boys Callao - Universitario Lima 4:0 Rómulo Fernández 7, 19, 73, Gabriel Silvera 90         |
| 28 lipca 2002 | Alianza Atlético Sullana - Juan Aurich Chiclayo 1:1 Pedro García 30 - Carlos Lugo 28              |
| 28 lipca 2002 | Coronel Bolognesi Tacna - Cienciano Cuzco 1:2 Pedro Prado 64 - Ernesto Zapata 50, Germán Carty 53 |
| 28 lipca 2002 | Alianza Lima - FBC Melgar 3:1 Ernesto Arakaki 19, Roberto Farfán 25, 51 - Paulo César Cruvinel 44 |
| 28 lipca 2002 | Estudiantes de Medicina Ica - Deportivo Wanka Huancayo 1:1 Frank Aguirre 9 - Víctor Larrahondo 72 |

### Clausura 4
| Data            | Mecz                                                                                                 |
| --------------- | --- |
| 4 sierpnia 2002 | Club Sporting Cristal - Sport Boys Callao 2:0 Alberto Junior Rodríguez Valdelomar 54, Luis Bonnet 81 |
| 4 sierpnia 2002 | Juan Aurich Chiclayo - Estudiantes de Medicina Ica 0:1 Germán Muñoz 86k                              |
| 4 sierpnia 2002 | Universitario Lima - Alianza Lima 1:2 Paolo Maldonado 59k - Henry Quinteros 44, 86                   |
| 4 sierpnia 2002 | FBC Melgar - Alianza Atlético Sullana 0:1 Pedro García 80                                            |
| 4 sierpnia 2002 | Cienciano Cuzco - Coopsol Trujillo 1:1 Ernesto Zapata 38 - Rodrigo Saraz 28                          |
| 4 sierpnia 2002 | Deportivo Wanka Huancayo - Coronel Bolognesi Tacna 1:0 Edilberto Salazar 37                          |

### Clausura 5
| Data             | Mecz |
| ---------------- | --- |
| 10 sierpnia 2002 | Alianza Lima - Deportivo Wanka Huancayo 0:0                                                                |
| 11 sierpnia 2002 | Sport Boys Callao - Juan Aurich Chiclayo 4:0 Antonio Serrano 35, 43, Rafael Villanueva 36, Johny Vegas 85k |
| 11 sierpnia 2002 | Alianza Atlético Sullana - Cienciano Cuzco 4:0 Juan Arango 10, 45, Pedro García 44, Martín Vásquez 78k     |
| 11 sierpnia 2002 | Coronel Bolognesi Tacna - Universitario Lima 2:1 Pedro Prado, Miguel Ángel Mostto - Johan Sotil 90         |
| 11 sierpnia 2002 | Estudiantes de Medicina Ica - Club Sporting Cristal 1:1 Germán Muñoz 35k - Luis Bonnet 7k                  |
| 11 sierpnia 2002 | Coopsol Trujillo - FBC Melgar 1:1 Rodrigo Saraz 53k - Luis Fabián Artime 20                                |

### Clausura 6
| Data             | Mecz |
| ---------------- | --- |
| 17 sierpnia 2002 | Club Sporting Cristal - Coronel Bolognesi Tacna 5:1 Luis Bonnet 5, 12, 85, Carlos Zegarra 82, José Moisela 88 - Miguel Ángel Mostto 52 |
| 18 sierpnia 2002 | Universitario Lima - Coopsol Trujillo 2:0 Paul Cominges 25, Johan Sotil 42                                                             |
| 18 sierpnia 2002 | Juan Aurich Chiclayo - Alianza Lima 0:2 Henry Quinteros 51, 69                                                                         |
| 18 sierpnia 2002 | FBC Melgar - Sport Boys Callao 2:2 Luis Fabián Artime 25, Paulo César Cruvinel 74 - Rómulo Fernández 6, José Corcuera 10               |
| 18 sierpnia 2002 | Deportivo Wanka Huancayo - Alianza Atlético Sullana 1:1 Bica 61 - Martín Vásquez 71                                                    |
| 18 sierpnia 2002 | Cienciano Cuzco - Estudiantes de Medicina Ica 3:0 Germán Carty 9, 47, 89                                                               |

### Clausura 7
| Data             | Mecz                                                                                                   |
| ---------------- | --- |
| 25 sierpnia 2002 | Sport Boys Callao - Cienciano Cuzco 2:1 Rómulo Fernández 43, Carlos Flores 68 - Jean Ferrari 38        |
| 25 sierpnia 2002 | Alianza Atlético Sullana - Universitario Lima 2:1 Javier Soria 4, Sergio Ibarra 92 - Carlos Lobatón 72 |
| 25 sierpnia 2002 | Coronel Bolognesi Tacna - Juan Aurich Chiclayo 2:1 Frank Rojas 84, 88 - José Flores 60s                |
| 25 sierpnia 2002 | Alianza Lima - Club Sporting Cristal 0:0                                                               |
| 25 sierpnia 2002 | Estudiantes de Medicina Ica - FBC Melgar 3:0 Frank Aguirre 55, Milton Marquillo 72, Gabriel Vigetti 89 |
| 25 sierpnia 2002 | Coopsol Trujillo - Deportivo Wanka Huancayo 0:1 Jair Vásquez 36                                        |

### Clausura 8
| Data             | Mecz |
| ---------------- | --- |
| 30 sierpnia 2002 | Universitario Lima - Deportivo Wanka Huancayo 4:1 Paul Cominges 34, Johan Sotil 41, 58, Carlos Lobatón 55 - Martín Reyes 84                                                                 |
| 31 sierpnia 2002 | Club Sporting Cristal - FBC Melgar 2:0 Carlos Zegarra 44, Sergio Junior 57 |
| 1 września 2002  | Sport Boys Callao - Alianza Atlético Sullana 1:2 Carlos Flores 29 - Juan Arango 52, Sergio Ibarra 60                                                                                        |
| 1 września 2002  | Coronel Bolognesi Tacna - Alianza Lima 0:0 |
| 1 września 2002  | Estudiantes de Medicina Ica - Coopsol Trujillo 9:1 Germán Muñoz 2, Gabriel Vigetti 25, 42, 83, 86, Renzo Gonzáles 47, Milton Marquillo 54, 68, Christian Salvatierra 80 - Rodrigo Saraz 77k |
| 1 września 2002  | Juan Aurich Chiclayo - Cienciano Cuzco 2:1 Antonio Meza Cuadra 7, Juan Gutiérrez 66 - César Charún 62                                                                                       |

### Clausura 9
| Data            | Mecz |
| --------------- | --- |
| 8 września 2002 | Alianza Atlético Sullana - Coronel Bolognesi Tacna 1:0 Juan Arango 29                                                                                       |
| 8 września 2002 | Alianza Lima - Estudiantes de Medicina Ica 1:0 Henry Quinteros 19                                                                                           |
| 8 września 2002 | Cienciano Cuzco - Universitario Lima 5:2 Gustavo Marcelo Tempone 3, Germán Carty 20, 35, 52, Ramón Rodríguez del Solar 25 - Edú Esidio 6, Hernán Rengifo 69 |
| 8 września 2002 | Deportivo Wanka Huancayo - Club Sporting Cristal 0:0 |
| 8 września 2002 | Coopsol Trujillo - Sport Boys Callao 1:0 Pedro Luis Ascoy 83                                                                                                |
| 8 września 2002 | FBC Melgar - Juan Aurich Chiclayo 0:0 |

### Clausura 10
| Data                | Mecz |
| ------------------- | --- |
| 15 września 2002    | Alianza Atlético Sullana - Coopsol Trujillo 2:0 Juan Arango 72, Sergio Ibarra 77                               |
| 15 września 2002    | Coronel Bolognesi Tacna - Estudiantes de Medicina Ica 1:0 Miguel Ángel Mostto 25                               |
| 15 września 2002    | Universitario Lima - Club Sporting Cristal 1:1 Fernando del Solar 89 - Luis Bonnet 92                          |
| 15 września 2002    | Cienciano Cuzco - FBC Melgar 4:1 Ernesto Zapata 57, 75, Germán Carty 73, Julio García 95 - Roberto Clemente 90 |
| 15 września 2002    | Juan Aurich Chiclayo - Deportivo Wanka Huancayo 0:2 Jair Butrón 34, Martín Reyes 93                            |
| 9 października 2002 | Sport Boys Callao - Alianza Lima 1:0 Alfredo Carmona 78                                                        |

### Clausura 11
| Data             | Mecz |
| ---------------- | --- |
| 21 września 2002 | Club Sporting Cristal - Juan Aurich Chiclayo 3:0 Denis 40, Luis Bonnet 75, Sergio Junior 88                                                                                  |
| 22 września 2002 | Alianza Lima - Alianza Atlético Sullana 2:2 Cristian García 65, Johan Fano 69 - Pedro García 38, Sergio Ibarra 90                                                            |
| 22 września 2002 | Estudiantes de Medicina Ica - Sport Boys Callao 1:1 Javier Enrique Toledo 56 - Norberto Araujo 62                                                                            |
| 22 września 2002 | FBC Melgar - Universitario Lima 1:0 Roberto Clemente 26 |
| 22 września 2002 | Deportivo Wanka Huancayo - Cienciano Cuzco 3:3 Edilberto Salazar 45k, Martín Reyes 47, Juan Montenegro 58k - Ernesto Zapata 28k, Gustavo Marcelo Tempone 37, Farley Hoyos 86 |
| 22 września 2002 | Coopsol Trujillo - Coronel Bolognesi Tacna 0:4 Jorge Ramírez 21, 43, Miguel Zagaceta 71k, Joel Herrera 89                                                                    |

### Clausura 12
| Data                 | Mecz |
| -------------------- | --- |
| 29 września 2002     | Universitario Lima - Juan Aurich Chiclayo 0:0                                                                                       |
| 29 września 2002     | Alianza Atlético Sullana - Estudiantes de Medicina Ica 1:0 Rafael Gallardo 44                                                       |
| 29 września 2002     | Sport Boys Callao - Coronel Bolognesi Tacna 0:1 Miguel Reyna 90                                                                     |
| 29 września 2002     | Cienciano Cuzco - Club Sporting Cristal 2:3 Ernesto Zapata 7, Germán Carty 90 - Julinho 29, Sergio Junior 62, Jorge Antonio Soto 69 |
| 29 września 2002     | FBC Melgar - Deportivo Wanka Huancayo 2:0 Alexis Aguirre 4, 69                                                                      |
| 16 października 2002 | Coopsol Trujillo - Alianza Lima 0:3 Cristian García 38, Juan Carlos Bazalar 63, Henry Quinteros 93                                  |

### Clausura 13
| Data                | Mecz |
| ------------------- | --- |
| 5 października 2002 | Club Sporting Cristal - Alianza Atlético Sullana 2:0 Sergio Junior 53, Luis Bonnet 82                                                          |
| 6 października 2002 | Alianza Lima - Cienciano Cuzco 4:2 Nélson Olveira 29, Luis Romero 43, Henry Quinteros 49, Cristian García 78 - Luis Molina 55, Germán Carty 58 |
| 6 października 2002 | Estudiantes de Medicina Ica - Universitario Lima 1:0 Javier Enrique Toledo 77                                                                  |
| 6 października 2002 | Deportivo Wanka Huancayo - Sport Boys Callao 4:1 Edilberto Salazar 3, 58, Martín Reyes 12, Víctor Larrahondo 80 - Rómulo Fernández 36          |
| 6 października 2002 | Coronel Bolognesi Tacna - FBC Melgar 1:0 Carlos Ibarra 54                                                                                      |
| 6 października 2002 | Juan Aurich Chiclayo - Coopsol Trujillo 3:1 Antonio Meza Cuadra 30, 87, César Alberto Sánchez 81 - Rodrigo Saraz 59                            |

### Clausura 14
| Data                 | Mecz |
| -------------------- | --- |
| 12 października 2002 | Club Sporting Cristal - Coopsol Trujillo 2:0 Julinho 50, David Soria Yoshinari 78                                                                                |
| 13 października 2002 | Universitario Lima - Sport Boys Callao 0:2 Paolo de la Haza 48, Alfredo Carmona 61                                                                               |
| 13 października 2002 | FBC Melgar - Alianza Lima 0:2 Jefferson Farfán 44, Henry Quinteros 85                                                                                            |
| 13 października 2002 | Deportivo Wanka Huancayo - Estudiantes de Medicina Ica 4:2 Edilberto Salazar 17, 29, Bica 33, Víctor Larrahondo 47 - Javier Enrique Toledo 8, Gabriel Vigetti 39 |
| 13 października 2002 | Cienciano Cuzco - Coronel Bolognesi Tacna 2:1 Ramón Rodríguez del Solar 63, 86 - Miguel Ángel Mostto 44                                                          |
| 13 października 2002 | Juan Aurich Chiclayo - Alianza Atlético Sullana 0:1 Martín Vásquez 55                                                                                            |

### Clausura 15
| Data                 | Mecz |
| -------------------- | --- |
| 19 października 2002 | Coronel Bolognesi Tacna - Deportivo Wanka Huancayo 1:0 Jorge Reyes 57                                                                                               |
| 20 października 2002 | Alianza Atlético Sullana - FBC Melgar 3:2 Martín Vásquez 12k, Sergio Ibarra 17, William Chiroque 51 - Hilden Salas 44, Luis Fabián Artime 84                        |
| 20 października 2002 | Sport Boys Callao - Club Sporting Cristal 0:0 |
| 20 października 2002 | Estudiantes de Medicina Ica - Juan Aurich Chiclayo 4:1 Renzo Gonzáles 9, Gabriel Vigetti 15, Milton Marquillo 59, Javier Enrique Toledo 84 - Antonio Meza Cuadra 69 |
| 20 października 2002 | Coopsol Trujillo - Cienciano Cuzco 2:2 Pedro Luis Ascoy 22, Miguel Huertas 43 - Germán Carty 75, Jean Ferrari 85                                                    |
| 30 października 2002 | Alianza Lima - Universitario Lima 3:2 Luis Romero 10, Roberto Holsen 30, 56 - César García 50, Paul Cominges 85k                                                    |

### Clausura 16
| Data                 | Mecz |
| -------------------- | --- |
| 26 października 2002 | Club Sporting Cristal - Medicina 4:1 José Moisela 14, Jorge Antonio Soto 69, 94, Luis Bonnet 83 - Javier Enrique Toledo 59            |
| 27 października 2002 | FBC Melgar - Coopsol Trujillo 2:0 Luis Fabián Artime 10, 49k                                                                          |
| 27 października 2002 | Universitario Lima - Coronel Bolognesi Tacna 2:2 Paul Cominges 7, 31 - Jorge Ramírez 64, Miguel Ángel Mostto 81                       |
| 27 października 2002 | Deportivo Wanka Huancayo - Alianza Lima 3:1 Bica 50, Marcio dos Santos 58, Edilberto Salazar 93 - Henry Quinteros 6                   |
| 27 października 2002 | Juan Aurich Chiclayo - Sport Boys Callao 0:0                                                                                          |
| 27 października 2002 | Cienciano Cuzco - Alianza Atlético Sullana 4:1 Jean Ferrari 3, Germán Carty 58, 80, Gustavo Marcelo Tempone 79 - Carlos Maldonado 50s |

### Clausura 17
| Data             | Mecz |
| ---------------- | --- |
| 3 listopada 2002 | Sport Boys Callao - FBC Melgar 2:2 Rómulo Fernández 28, Johny Vegas 68k - Manuel López 19, 42                                                             |
| 3 listopada 2002 | Alianza Atlético Sullana - Deportivo Wanka Huancayo 4:0 William Chiroque 2, 36, 66, Juan Arango 80                                                        |
| 3 listopada 2002 | Coronel Bolognesi Tacna - Club Sporting Cristal 2:3 Pedro Prado 75, Miguel Ángel Mostto 81 - Jorge Antonio Soto 17, Erick Omar Torres 54, Renzo Sheput 61 |
| 3 listopada 2002 | Alianza Lima - Juan Aurich Chiclayo 3:0 Aldo Olcese 17, Henry Quinteros 46, Roberto Holsen 67                                                             |
| 3 listopada 2002 | Coopsol Trujillo - Universitario Lima 1:1 David Chévez 35 - Paul Cominges 83                                                                              |
| 3 listopada 2002 | Estudiantes de Medicina Ica - Cienciano Cuzco 4:2 Renzo Gonzáles 26k, Gabriel Vigetti 53, 68, Darío Muchotrigo 92 - Germán Carty 55, Jean Ferrari 76      |

### Clausura 18
| Data              | Mecz |
| ----------------- | --- |
| 9 listopada 2002  | Universitario Lima - Alianza Atlético Sullana 0:0                                                                              |
| 10 listopada 2002 | FBC Melgar - Estudiantes de Medicina Ica 2:0 Luis Fabián Artime 51, 86                                                         |
| 10 listopada 2002 | Juan Aurich Chiclayo - Coronel Bolognesi Tacna 1:0 César Alberto Sánchez 19                                                    |
| 10 listopada 2002 | Club Sporting Cristal - Alianza Lima 0:2 José Soto 22k, Aldo Olcese 76                                                         |
| 10 listopada 2002 | Cienciano Cuzco - Sport Boys Callao 3:1 Ramón Rodríguez del Solar 4, Alessandro Morán 8, Germán Carty 33 - Rómulo Fernández 89 |
| 10 listopada 2002 | Deportivo Wanka Huancayo - Coopsol Trujillo 3:2 Bica 46, 71, Edilberto Salazar 67 - Rodrigo Saraz 80, Wilmer Ricardi 87        |

### Clausura 19
| Data              | Mecz |
| ----------------- | --- |
| 15 listopada 2002 | FBC Melgar - Club Sporting Cristal 2:2 Luis Fabián Artime 26, Gabriel Martín Varillas 92 - Jorge Antonio Soto 25, 74               |
| 16 listopada 2002 | Alianza Atlético Sullana - Sport Boys Callao 0:0                                                                                   |
| 16 listopada 2002 | Cienciano Cuzco - Juan Aurich Chiclayo 3:1 Gustavo Marcelo Tempone 44, Germán Carty 88, Jean Ferrari 93 - Rodolfo Miñán 46         |
| 16 listopada 2002 | Deportivo Wanka Huancayo - Universitario Lima 1:3 Edilberto Salazar 52 - Juan Cominges 6, Santiago Acasiete 68, Paolo Maldonado 85 |
| 16 listopada 2002 | Coopsol Trujillo - Estudiantes de Medicina Ica 2:3 Vicente Mesías 20, Rodrigo Saraz 75 - Adrián Maldonado 60, 73, Jorge Huamán 69  |
| 16 listopada 2002 | Alianza Lima - Coronel Bolognesi Tacna 3:0 Juan Jayo 24, Aldo Olcese 50, Roberto Holsen 53                                         |

### Clausura 20
| Data              | Mecz |
| ----------------- | --- |
| 24 listopada 2002 | Sport Boys Callao - Coopsol Trujillo 2:1 Rafael Villanueva 36, 59 - Rodrigo Saraz 23                                                      |
| 24 listopada 2002 | Juan Aurich Chiclayo - FBC Melgar 3:1 Marco Salinas 13k, Antonio Meza Cuadra 29, Oswaldo Carrión 79 - Mauricio Martínez 62                |
| 24 listopada 2002 | Estudiantes de Medicina Ica - Alianza Lima 0:2 Luis Romero 38, Waldir Sáenz 87                                                            |
| 24 listopada 2002 | Universitario Lima - Cienciano Cuzco 2:3 Hernán Rengifo 47, Juan Vargas 62 - Roger Serrano 38, Luis Molina 77k, Jean Ferrari 80           |
| 24 listopada 2002 | Coronel Bolognesi Tacna - Alianza Atlético Sullana 3:2 Miguel Ángel Mostto 27, 44, Jorge Ramírez 84 - Martín Vásquez 18, Sergio Ibarra 39 |
| 24 listopada 2002 | Club Sporting Cristal - Deportivo Wanka Huancayo 2:0 Denis 34, Jorge Antonio Soto 92                                                      |

### Clausura 21
| Data           | Mecz |
| -------------- | --- |
| 1 grudnia 2002 | Deportivo Wanka Huancayo - Juan Aurich Chiclayo 1:1 Bica 22 - Marco Salinas 18                                                         |
| 1 grudnia 2002 | Estudiantes de Medicina Ica - Coronel Bolognesi Tacna 1:1 Renzo Gonzáles 3 - Miguel Ángel Mostto 87k                                   |
| 1 grudnia 2002 | FBC Melgar - Cienciano Cuzco 2:1 Julio Rivera 31, Mauricio Martínez 46 - Germán Carty 5                                                |
| 1 grudnia 2002 | Coopsol Trujillo - Alianza Atlético Sullana 2:4 Rodrigo Saraz 13, José Carlos Fernández 80 - Pedro García 3, 28, 65, Sergio Ibarra 24k |
| 4 grudnia 2002 | Club Sporting Cristal - Universitario Lima 1:1 Jorge Antonio Soto 73 - Luis Guillermo Flores 33                                        |
| 4 grudnia 2002 | Alianza Lima - Sport Boys Callao 1:1 José Soto 55 - Antonio Serrano 38                                                                 |

### Clausura 22
| Data           | Mecz |
| -------------- | --- |
| 8 grudnia 2002 | Alianza Atlético Sullana - Alianza Lima 2:2 Pedro García 41, Sergio Ibarra 49 - Jefferson Farfán 8, Aldo Olcese 24                                                     |
| 8 grudnia 2002 | Juan Aurich Chiclayo - Club Sporting Cristal 5:2 Rodolfo Miñán 13, 47, Wilmer Carrillo 30, Adrián Torres 60, Marco Salinas 87 - Jorge Antonio Soto 22, Renzo Sheput 44 |
| 8 grudnia 2002 | Sport Boys Callao - Estudiantes de Medicina Ica 0:1 Darío Muchotrigo 22                                                                                                |
| 8 grudnia 2002 | Cienciano Cuzco - Deportivo Wanka Huancayo 4:1 Germán Carty 14, Gustavo Marcelo Tempone 40, Martín Raúl García 73, Ramón Rodríguez del Solar 85 - Jesús Ledesma 89     |
| 8 grudnia 2002 | Universitario Lima - FBC Melgar 1:2 Michael Guevara 85 - Luis Fabián Artime 60, 80                                                                                     |
| 8 grudnia 2002 | Coronel Bolognesi Tacna - Coopsol Trujillo 0:1 Óscar Alberto Dertycia 4                                                                                                |

### Tabela końcowa turnieju Clausura 2002
| Poz | Klub                        | Mecze | Zw | Rem | Por | Pkt | BrZd | BrStr |
| --- | --------------------------- | ----- | -- | --- | --- | --- | ---- | ----- |
| 1   | Club Sporting Cristal       | 22    | 13 | 7   | 2   | 46  | 46   | 18    |
| 2   | Alianza Lima                | 22    | 13 | 6   | 3   | 42* | 40   | 18    |
| 3   | Alianza Atlético Sullana    | 22    | 11 | 6   | 5   | 36* | 34   | 26    |
| 4   | Cienciano Cuzco             | 22    | 11 | 3   | 8   | 36  | 50   | 44    |
| 5   | Estudiantes de Medicina Ica | 22    | 9  | 5   | 8   | 32  | 36   | 29    |
| 6   | Sport Boys Callao           | 22    | 7  | 8   | 7   | 29  | 28   | 24    |
| 7   | Deportivo Wanka Huancayo    | 22    | 7  | 8   | 7   | 29  | 30   | 35    |
| 8   | Coronel Bolognesi Tacna     | 22    | 8  | 4   | 10  | 28  | 24   | 29    |
| 9   | FBC Melgar                  | 22    | 6  | 7   | 9   | 25  | 25   | 33    |
| 10  | Juan Aurich Chiclayo        | 22    | 5  | 5   | 12  | 20  | 20   | 35    |
| 11  | Universitario Lima          | 22    | 4  | 7   | 11  | 19  | 27   | 36    |
| 12  | Coopsol Trujillo            | 22    | 3  | 4   | 15  | 13  | 18   | 51    |

Klubom Alianza Lima i Alianza Atlético Sullana odjęto po 3 punkty za odmowę poddania się testom antydopingowym w turnieju Apertura.

## Tabela sumaryczna sezonu 2002
| Poz | Klub                        | Mecze | Zw | Rem | Por | Pkt | BrZd | BrStr |
| --- | --------------------------- | ----- | -- | --- | --- | --- | ---- | ----- |
| 1   | Alianza Lima                | 44    | 27 | 11  | 6   | 89* | 83   | 41    |
| 2   | Club Sporting Cristal       | 44    | 24 | 12  | 8   | 84  | 89   | 50    |
| 3   | Cienciano Cuzco             | 44    | 20 | 10  | 14  | 70  | 83   | 75    |
| 4   | Alianza Atlético Sullana    | 44    | 21 | 9   | 14  | 69* | 71   | 52    |
| 5   | Universitario Lima          | 44    | 19 | 9   | 16  | 66  | 57   | 53    |
| 6   | Sport Boys Callao           | 44    | 14 | 12  | 18  | 54  | 57   | 61    |
| 7   | FBC Melgar                  | 44    | 12 | 16  | 16  | 52  | 61   | 76    |
| 8   | Estudiantes de Medicina Ica | 44    | 13 | 12  | 19  | 51  | 61   | 67    |
| 9   | Coronel Bolognesi Tacna     | 44    | 14 | 9   | 21  | 51  | 51   | 68    |
| 10  | Juan Aurich Chiclayo        | 44    | 12 | 12  | 20  | 48  | 49   | 60    |
| 11  | Deportivo Wanka Huancayo    | 44    | 12 | 12  | 20  | 48  | 53   | 75    |
| 12  | Coopsol Trujillo            | 44    | 9  | 10  | 25  | 37  | 46   | 83    |

- odjęte 3 punkty za odmowę poddania się testowi antydopingowemu w 22 kolejce turnieju Apertura

### Baraż o utrzymanie się w pierwszej lidze
| Data            | Mecz |
| --------------- | --- |
| 11 grudnia 2002 | Juan Aurich Chiclayo - Deportivo Wanka Huancayo 2:1 Adrián Torres 55, Rodolfo Miñán 70 - Edward Torrealva 63                  |
| 15 grudnia 2002 | Deportivo Wanka Huancayo - Juan Aurich Chiclayo 4:0 Marco Ruiz 3, Edilberto Salazar 40, Juan Montenegro 52, Héctor Valoyes 92 |

Do drugiej ligi spadł klub Juan Aurich Chiclayo.

## Campeonato Peruano 2002
Według regulaminu o mistrzostwo kraju walczyć mieli zwycięzcy turniejów Apertura i Clausura. Gdyby ten sam klub zwyciężył w obu tych turniejach, automatycznie zostałby mistrzem Peru. By dany klub mógł walczyć o mistrzostwo kraju, nie tylko musiał wygrać jeden z dwóch turniejów (Apertura lub Clausura), ale jednocześnie musiał zmieścić się w najlepszej czwórce drugiego turnieju. Jeśli jeden ze zwycięzców nie zmieścił się w najlepszej czwórce drugiego turnieju, to meczu o mistrzostwo nie byłoby, a mistrzem Peru zostałaby drużyna, która wygrała jeden z turniejów (Apertura lub Clausura) i w drugim znalazła się w pierwszej czwórce. W przypadku, gdyby obaj zwycięzcy turniejów nie uplasowali się w czołowej czwórce "przegranych turniejów", to mistrzem Peru zostałby najlepszy klub w tabeli sumarycznej sezonu.
Ponieważ mistrz turnieju Apertura Universitario Lima zajął dopiero 11 miejsce w turnieju Clausura, mistrzem Peru w 2002 roku został klub Club Sporting Cristal, który zwyciężył w turnieju Clausura oraz zajął 3 miejsce w turnieju Apertura. Wicemistrzem Peru został najlepszy w tabeli sumarycznej klub Alianza Lima.

## Strzelcy bramek 2002
| Gole | Piłkarz            | Klub                                         |
| ---- | ------------------ | -------------------------------------------- |
| 24   | Luis Fabián Artime | FBC Melgar                                   |
| 22   | Sergio Ibarra      | Alianza Atlético Sullana                     |
| 18   | Germán Carty       | Cienciano Cuzco                              |
| 18   | Antonio Serrano    | Sport Boys Callao                            |
| 15   | Ernesto Zapata     | Cienciano Cuzco                              |
| 13   | Bica               | Deportivo Wanka Huancayo                     |
| 13   | Jorge Antonio Soto | Club Sporting Cristal                        |
| 13   | Luis Bonnet        | Club Sporting Cristal                        |
| 13   | Roberto Farfán     | Alianza Lima                                 |
| 13   | Rómulo Fernández   | Sport Boys Callao / Alianza Atlético Sullana |